# Jean-Luc Brédas
Jean-Luc Brédas est un chimiste américain d'origine belge, né à Fraire (Walcourt) le 23 mai 1954.

## Biographie
En 1976, il obtient le diplôme de licencié en sciences chimiques aux Facultés universitaires Notre-Dame de la Paix à Namur. Il entame ensuite un doctorat en chimie théorique au sein de la même institution sous la direction du Professeur Jean-Marie André. En 1977, il entre comme Aspirant aux Fonds national de la recherche scientifique (FNRS) et effectue le premier de ses séjours de recherche à l'étranger, au Centre de recherche Donegani de la société Montedison à Novara, Italie. Il devient docteur en sciences des FUNDP en 1979.
De retour chez Jean-Marie André à Namur entre 1981 et 1988, il devient chargé de Recherches FNRS en 1981 et commence de multiples collaborations avec des groupes d'expérimentateurs belges et étrangers, à la fois dans les milieux académiques et industriels. Presque chaque année, il est invité à réaliser des séjours de recherche prolongés, en tant que scientifique ou professeur visiteur, en Europe, aux États-Unis ou au Japon - en 1982 et 1994, au Massachusetts Institute of Technology; en 1983, 1984-85 (pendant sept mois), 1987 et 1991, au Centre de Recherche IBM à San Jose, Californie; en 1985 et 1992, au département de physique de l'Université de Linköping, Suède; en 1986, au Centre de Recherche de Exxon Corporation à Annandale, New Jersey; en 1987 à l'Institute for Research on Polymers and Textiles à Tsukuba, Japon; en 1988, à l'Institut RIKEN à Wako, Japon; en 1988, 1990, 1993, 1995 et 1996, à l'Institute for Polymers and Organic Solids de l'Université de Californie à Santa Barbara; en 1994 - ainsi que l'été 1997, au California Institute of Technology à Pasadena. En 1983, il obtient un poste permanent au FNRS en tant que Chercheur Qualifié. En 1986, il reçoit de l'Université catholique de Louvain le diplôme d'Agrégé de l'Enseignement Supérieur; il est promu Maître de Recherches FNRS en 1987.
En juillet 1988, il est nommé Chargé de Cours à l'Université de Mons-Hainaut où il dirige un nouveau Service de Chimie des Matériaux Nouveaux; il devient Professeur ordinaire en 1990. En 1992, avec le Professeur André Persoons de la KULeuven, il établit le Centre de Recherche Interuniversitaire UMH-KUL en Electronique et Photonique Moléculaires. En 1999, il devient Professeur à l'Université d'Arizona à Tucson avant de rejoindre en 2003 le Georgia Institute of Technology à Atlanta où il professe toujours. De 2014 à 2016, il est Distinguished Professor of Materials Science and Engineering à la King Abdullah University of Science and Technology, Arabie saoudite.
Jean-Luc Brédas a été invité quatre fois à occuper une Chaire Francqui au titre Belge aux Universités de Liège (1994), Namur (1996), Anvers (1996) et Louvain (1998) ; son laboratoire de Mons a été reconnu comme Centre d'Excellence par le Gouvernement Fédéral grâce à l'octroi d'un Pôle d'Attraction Interuniversitaire (pour les périodes 1990-1996 et 1997-2001) ainsi que comme Pôle d'Excellence - Materia Nova par le Gouvernement Wallon. Il a reçu un certain nombre de distinctions dont le Prix de la Fondation Désiré Jaumain Sciences, Art et Culture en Wallonie, 1988; Prix Triennal de la Société Royale de Chimie, 1991; Prix Alphonse Wetrems de l'Académie Royale de Belgique, 1995; Prix Francqui, 1997. Il fut élu en 1993 Fellow de l'American Physical Society. Parmi les honneurs plus récents, on peut citer: Fellow of the American Association for the Advancement of Science, élu en 1998; Prix Quinquennal du FNRS, 2000; Membre (Associé) de l'Académie Royale de Belgique, élu en 1998; Doctor Honoris Causa, University of Linköping, Suède, 2000; Italgas Prize for Research and Technological Innovation in Applied Molecular Sciences, Italgas Foundation, Italie, 2001; Member of the European Research Advisory Board for Science, Technology, and Innovation (EURAB), 2001-2007; Doctor Honoris Causa, Université Libre de Bruxelles, 2002; Fellow of the Optical Society of America, élu en 2003; Honorary Professor, Institute of Chemistry of the Chinese Academy of Sciences, Beijing, nommé en 2003; Descartes Prize of the European Commission, 2003; Georgia Research Alliance Eminent Scholar and Chair in Molecular Design at the Georgia Institute of Technology, nommé en 2005; Fellow of the Materials Research Society, élu en 2008 dans la Classe Inaugurale; Fellow of the Royal Society of Chemistry (UK), élu en 2008; nommé Regents’ Professor of Chemistry and Biochemistry, Georgia Institute of Technology, 2009; Fellow of the American Chemical Society, élu en 2009 dans la Classe Inaugurale; Charles H. Stone Award of the American Chemical Society, 2010. Membre de "International Academy of Quantum Molecular Science", élu en 2011; David Adler Award of the American Physical Society in Materials Physics, 2013; Distinguished Visiting Professor, Kyushu University, printemps 2013; Membre de European Academy of Sciences, élu en 2014; Award of the American Chemical Society in the Chemistry of Materials, 2016.
Il est auteur ou coauteur de plus de 1000 publications scientifiques dans des journaux de renom tels que : Science, Nature, Journal of the American Chemical Society, Physical Review Letters, Physical Review, Journal of Chemical Physics, Macromolecules, Chemical Reviews, Chemical Physics Letters, Synthetic Metals. Plusieurs de ses articles ont figuré parmi les 50 articles les plus cités du domaine de la chimie dans les trois ans de leur publication. Il est coauteur de deux livres et coéditeur de cinq livres et de deux numéros spéciaux de Nonlinear Optics et de Synthetic Metals. Il a présenté plus de 500 conférences lors de congrès ou séminaires.
Jean-Luc Brédas est parmi les 100 chimistes les plus fréquemment cités dans le monde, et est inclus dans la liste des grands chercheurs cités pour la chimie.
Il est actuellement Professeur au Georgia Institute of Technology à Atlanta (États-Unis).

## Sources
- Fiche sur le site du Georgia Institute of Technology